# Martin Rücker

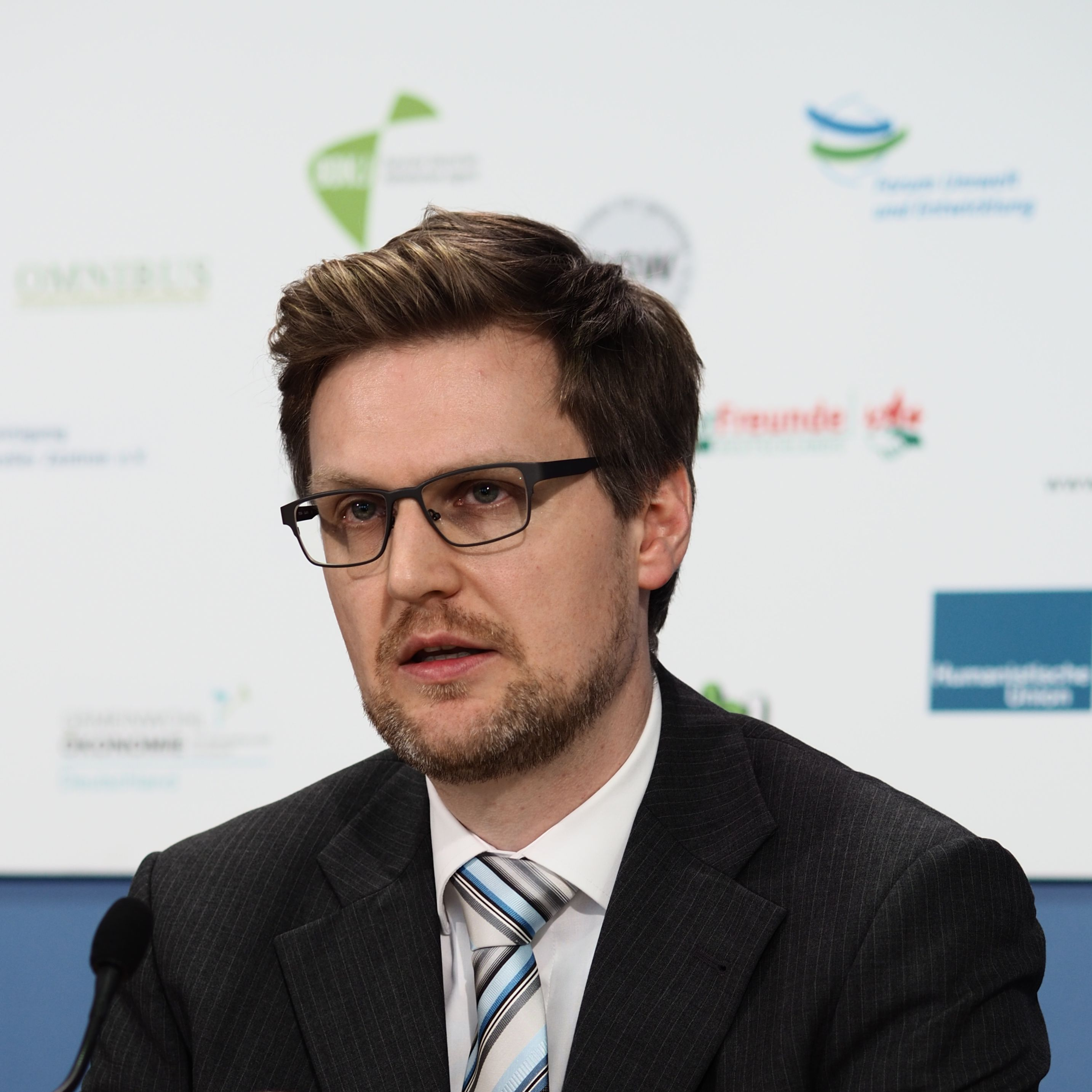
Martin Rücker, 2017

Martin Rücker (* 17. Juli 1980 in Stuttgart) ist ein deutscher Journalist und Verbraucherrechts-Aktivist. Von April 2017 bis Februar 2021 war er Geschäftsführer der Verbraucherorganisation foodwatch in Deutschland.

## Leben
Rücker studierte Journalistik an der Fachhochschule Hannover (heute Hochschule Hannover) und arbeitete anschließend freiberuflich als Journalist, unter anderem für die Deutsche Presse-Agentur und verschiedene Hörfunksender. Zwei Jahre lang war er Redakteur bei der Tageszeitung Neue Presse in Hannover, bevor er Anfang 2007 nach Berlin ging und als Hauptstadtkorrespondent für eine Reihe von Regionalzeitungen arbeitete, unter anderem die Passauer Neue Presse, die Ruhr Nachrichten und die Schweriner Volkszeitung. Seit 2009 war Martin Rücker Leiter der Presse- und Öffentlichkeitsarbeit bei Foodwatch. Im November 2016 machte die Organisation bekannt, dass Martin Rücker Nachfolger von Thilo Bode als Geschäftsführer von foodwatch Deutschland werden soll. Am 1. April 2017 trat er dieses Amt an. Am 26. Februar 2021 verkündete foodwatch, dass Rücker die Organisation aus persönlichen Gründen verlassen würde. Er arbeitet seitdem als Journalist u. a. für BuzzFeedNews Deutschland, die Frankfurter Rundschau, Die Welt und MedWatch (Online-Magazin). Im Januar 2022 veröffentlichte Rücker im Econ Verlag das Sachbuch „Ihr macht uns krank. Die fatalen Folgen deutscher Ernährungspolitik und die Macht der Lebensmittellobby.“
Im April 2022 deckte Rücker mit Berichten in der Welt am Sonntag und auf welt.de den Lebensmittelskandal um einen Obst- und Gemüse-Betrieb in Südhessen auf. Lebensmittelbehörden warfen dem Unternehmen schwerwiegende Hygienemängel vor. Es soll mit Listerien belastete Lebensmittel unter anderem an Krankenhäuser ausgeliefert haben, an denen nach Darstellung der Behörden vier Menschen erkrankten und ein Klinikpatient verstarb. Rückers Recherche zufolge hatte das Veterinäramt im Landkreis Groß-Gerau den Betrieb entgegen der Vorschriften zwei Jahre lang nicht mehr kontrolliert. Landrat Thomas Will räumte die „Kontrolllücke“ daraufhin ein. Die Recherche wurde später mit dem Niebergall-Medienpreis 2022 ausgezeichnet.
Rücker war 2019 und 2020 neben u. a. Eva-Maria Lemke Mitglied der Jury des Goldenen Zaunpfahls, einem von Anke Domscheit-Berg initiierten Negativpreis für „absurdes Gendermarketing“.

## Auszeichnungen
- Im September 2022 erhielt Rücker den Ulrich-Schwabe-Medienpreis der Stiftung für Arzneimittelsicherheit[15] für seine bei MedWatch veröffentlichte Recherche über die Verwendung des Farbstoffes Titandioxid in Medikamenten[16].
- Im Dezember 2022 zeichnete der Presseclub Darmstadt Rücker mit dem Niebergall-Medienpreis für die Enthüllung eines Lebensmittelskandals in Hessen aus.[17][18]
- Eine Jury des Vereins Deutsche Fachpresse wählte Rücker im Mai 2024 unter die Fachjournalisten des Jahres 2024, eine Auszeichnung für "exzellenten Fachjournalismus".[19]

## Werke
- European Integration, Unplugged (Foreign Policy Magazine, 2009; englisch)[20]
- Bevormundung auf liberal (The European, 2014)[21]
- Der Verbraucher ist längst nicht so mündig wie behauptet – 12 Thesen zur Verbraucherpolitik (Die Welt, 2017)[22]
- Ihr macht uns krank. Die fatalen Folgen deutscher Ernährungspolitik und die Macht der Lebensmittellobby. Econ, Berlin 2022, ISBN 978-3-430-21070-6.